# إدوارد بدر
إدوارد بدر (بالفرنسية: Édouard Bader)‏ هو لاعب اتحاد الرغبي فرنسي، ولد في 26 يوليو 1899 في Ferrières-en-Brie ‏ في فرنسا، وتوفي بنفس المكان في 21 أبريل 1983.

## وصلات خارجية
- إدوارد بدر عل موقع إسبنسكروم (الإنجليزية)
- إدوارد بدر على موقع أوليمبيديا (الإنجليزية)